# Паметник на Васил Априлов (София)
Паметникът на Васил Априлов се намира в двора на 38 основно училище „Васил Априлов“ на улица „Шипка“ в София.
Издигнат е по инициатива на Учителския съвет към училището през 1933 г. Състои се от бетонен пиедестал с надпис на него „1789 – 1847“ и каменен бюст. Автор на паметника е скулпторът Александър Момов.